# Vladimir Geronimo
Vladimir Geronimo (Luanda, 4 de outubro de 1978) é um basquetebolista profissional angolano, atualmente joga no Clube Desportivo Primeiro de Agosto.